# Yoshimoto Takaaki

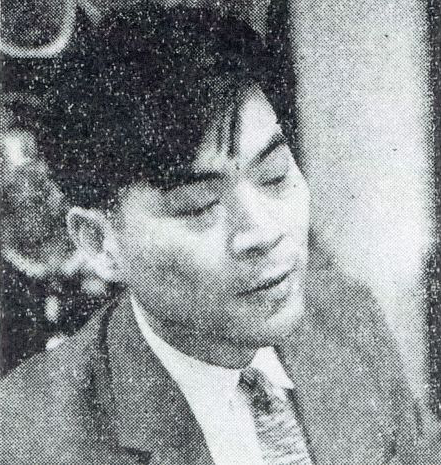
Yoshimoto Takaaki

Yoshimoto Takaaki (japanisch 吉本 隆明; auch Onyomi: Yoshimoto Ryūmei; * 25. November 1924 in Tsukishima, Chūō, Präfektur Tokio; † 16. März 2012 in Bunkyō, Präfektur Tokio) war ein japanischer Lyriker, Literaturkritiker und Philosoph.
Der Sohn eines Schiffszimmermanns studierte von 1944 bis 1947 Elektrochemie an der Technischen Hochschule Tokio. Von 1952 bis 1956 arbeitete er für die Tōyō-Tintenfabrik, von der er wegen gewerkschaftlicher Aktivitäten entlassen wurde. Als Kritiker wurde er 1956 mit einer Schrift über Bungakusha no sensō sekinin (文学者の戦争責任, dt. „Die Kriegsverantwortung der Literaten“) bekannt, die er gemeinsam mit Takei Teruo (武井 昭夫; 1927–2010) verfasst hatte.
Anfang der 1960er Jahre engagierte er sich in der Bewegung gegen den Japanisch-amerikanischen Sicherheitsvertrag, zwischen 1968 und 1970 sympathisierte er mit der Studentenbewegung in Japan, auf die er großen Einfluss hatte. Als Philosoph rezipierte er Werke wie die von Marx und Hegel, wobei er sich vom Marxismus kritisch distanzierte. Seit den 1980er Jahren orientierte er sich am französischen Poststrukturalismus. Seine einflussreichsten Werke waren Gengo ni totte bi towa nani ka (言語にとって美とはなにか, „Was ist das Schöne für die Literatur?“; 1965), die Shinteki genjō ron josetsu (心的現象論序説, „Einleitung in die Welt der psychischen Phänomene“; 1971) und die Kyōdō gensō ron (共同幻想論, „Abhandlung über die gemeinschaftlichen Vorstellungen“; 1966–67).
Yoshimoto ist der Vater der Schriftstellerin Banana Yoshimoto und der Mangazeichnerin Haruno Yoiko.